# Fernando Chuí
Fernando Chuí de Menezes (São Paulo, 14 de outubro de 1974 - 23 de maio de 2022) foi um artista plástico, escritor, cantor, compositor, guitarrista e violonista brasileiro. 
Foi finalista do Festival da Música Brasileira, realizado pela Rede Globo em 2000, com a música "Tubaína", que faz parte de seu primeiro CD, Feito a Mão (2002). Em 2006, lançou seu segundo disco, Nunca Vi Mandacaru, no qual flerta com diferentes estilos e enfatiza sua poética urbana. Lançou os livros Diálogo/Desenho e o infantil Filosofia Brincante, em parceria com a filósofa Marcia Tiburi.Seu terceiro CD autoral intitulado Oãça Rock  foi lançado no primeiro semestre de 2011 e tem como temática central os mitos de dentro da metrópole.
Era graduado em Artes Plásticas pela FAAP, mestre em artes visuais pela Unesp e doutor em educação pela FEUSP. Assina todo o projeto gráfico de seus CDs e trabalhos, incluindo as capas e ilustrações.
Em 2010 realizou, com Márcia Tiburi, com quem viveu muitos anos, a curadoria do módulo Rockfilosofia pela CPFL Cultura, participando dos encontros - palestras e execução de canções que discutiram "Rock and Roll – A invenção da adolescência entre a indústria e a angústia cultural: Chuck Berry e Elvis Presley" (com Marcia Tiburi), "Para uma metafísica do rock: Bob Dylan e Gilles Deleuze" (com o filósofo Daniel Lins) e "Rock and Roll e as drogas: psicodelia, Beatles e Jimi Hendrix" (com o psiquiatra Hamer Palhares). Também pela CPFL Cultura, realizou, em 2011, a curadoria e apresentação do módulo Tribos sem Terra: Juventude 2.0, ciclo de palestras em que se discutiu a cultura da juventude contemporânea, a partir da história da música brasileira, tendo como convidados Luiz Tatit, Zuza Homem de Mello, Hamer Palhares e Pedro Alexandre Sanchez.
Faleceu precocemente em 2022, aos 47 anos, vitimado por um infarto fulminante do miocárdio.